# Stéphane Auvray
Stéphane Auvray (Les Abymes, 4 settembre 1981) è un ex calciatore francese originario di Guadalupa, di ruolo centrocampista.

## Biografia
Anche suo figlio Kaïlé è un calciatore professionista.

## Caratteristiche tecniche
Gioca come centrocampista.

## Carriera

### Club
Dopo aver giocato nelle giovanili e nella squadra riserve del Caen, nel 2002 passò al GSI Pontivy, dove totalizzò 58 presenze e quattro reti. Nel 2004 si trasferì al Vannes Olympique Club, dove vinse il Championnat de France amateur 2005. Dal 2009 gioca al Nîmes Olympique, in Ligue 2. In seguito si trasferisce nel campionato americano della Major League Soccer, militando tra le file del Kansas City Wizards nel 2010-2011, per poi trasferirsi ai New York Red Bulls nell'agosto 2011.

### Nazionale
Con la Guadalupa ha giocato 10 partite, partecipando alla CONCACAF Gold Cup 2007, competizione nella quale la selezione del Dipartimento d'Oltremare francese si classificò al terzo posto ex aequo con il Canada dopo aver perso per 1-0 contro il Messico il semifinale.

## Palmarès

### Club

#### Competizioni nazionali
- Championnat de France amateur: 1

Vannes: 2005